# Ion Cizmaș
Ion Cizmaș (n. 30 august 1959, Straja) este un om politic din Voivodina. A absolvit Academia Pedagogică din Vârșeț. În anul 1986 a devenit colaborator al Radio Novi Sad, la emisiunea în limba română, iar mai târziu redactor la Radio VAP (Vârșeț-Alibunar-Plandiște). A colaborat și în cadrul televiziunilor TV "Mega" și TV Vârșeț. 
Din 1996 este președinte al Comunității Românilor din Serbia, precum și membru al Uniunii Ziariștilor din Serbia. Până în decembrie 2003 a fost membru în Adunarea Națională a Serbiei, din partea partidului Coaliției Voivodina și mai târziu din partea Partidului Creștin Democrat Sârb. În prezent este doar membru în Partidul Democrat <www.ds.org.yu>.